# Planador subaquático
Um planador subaquático, é um tipo de Veículo Autônomo Subaquático (AUV) que usa pequenas alterações na sua flutuabilidade em conjunto com outros artifícios inclusive "asas" para converter movimento vertical em horizontal, e dessa forma se locomover com muito pouco consumo de energia. 
Apesar de não tão rápidos como os AUVs, planadores usando propulsores por flutuabilidade representam um aumento significativo de alcance se comparados com veículos movidos por motores elétricos, permitindo estender missões de coleta de dados e exemplares de horas para semanas, meses ou mais e milhares de quilômetros de alcance. 
Planadores podem também seguir um roteiro de subidas e descidas, permitindo a aquisição de dados com variação de tempo e espaço não disponíveis nos AUVs mais antigos, de forma muito mais econômica do que as técnicas tradicionais baseadas em navios.
Uma grande variedade de desenhos de planadores subaquáticos estão em uso pelas marinhas e entidades de pesquisa ao custo médio unitário de cerca de US$ 100.000,00.

## Exemplos de uso
- Lançamento de um planador Slocum pelo pessoal da NOAA na costa da Flórida.
- Doutores Bruce Howe e Bill Felton da Universidade de Washington preparam um Seaglider para lançamento.
- Um Seaglider na superfície entre os mergulhos.